# 于万岭
于万岭（1936年5月—），男，河北吴桥人，中华人民共和国政治人物，曾任黑龙江省人民检察院检察长、党组书记，黑龙江省人大常委会副主任，中国法学会常务理事，第九届全国人大代表。